# 米洛斯拉夫·哈姆尔
米洛斯拉夫·哈姆尔（1913年6月22日—2002年2月4日），捷克斯洛伐克退役男子乒乓球运动员。他曾在世界乒乓球锦标赛上获得2枚金牌、4枚银牌和5枚铜牌。哈姆尔于2002年逝世，他的遗体被安葬在布拉格。